# Brøttum Station
Brøttum Station (Brøttum stasjon) er en tidligere jernbanestation på Dovrebanen, der ligger ved byområdet Brøttum i Ringsaker kommune i Norge. Den "Trondheimske kongevei" og pilegrimsleden fra Hamar til Nidaros gennem Østerdalen går lige forbi stationen.
Stationen åbnede 15. november 1894, da banen mellem Hamar og Tretten blev taget i brug. Den blev fjernstyret 29. maj 1966 og gjort ubemandet 2. maj samme år. Betjeningen med persontog ophørte 29. maj 1988, hvor stationen blev omdannet til fjernstyret krydsningsspor.
Stationsbygningen i rødmalet træ blev opført til åbningen i 1894 efter tegninger af Paul Due. Det var oprindeligt i to etager, men overetagen blev fjernet i 1988. Pakhuset, der også er tegnet af Paul Due, blev flyttet til jernbaneudstillingen på frilandsmuseet Maihaugen i 1988.
28. februar 2003 satte et lastvognstog sig fast i overkørslen ved stationen som følge af glat føre. Et nordgående regiontog på vej til Trondheim kolliderede med anhængeren, men til trods for store materielle skader kom ingen personer til skade ved uheldet.